# Hydriomena pomponia
Hydriomena pomponia là một loài bướm đêm trong họ Geometridae.